# مارتین شولیک
مارتین شولیک (اسلواکی: Martin Šulík؛ زادهٔ ۲۰ اکتبر ۱۹۶۲) کارگردان فیلم، بازیگر و فیلم‌نامه‌نویس اهل اسلواکی است. فیلم کولی (۲۰۱۱) به کارگردانی او، نمایندهٔ کشور اسلواکی جهت رقابت برای جایزه اسکار بهترین فیلم بین‌المللی در هشتاد و چهارمین دوره جوایز اسکار بود که به فهرست نهایی نامزدها راه نیافت.
از فیلم‌ها یا مجموعه‌های تلویزیونی که وی در آن‌ها نقش داشته‌است، می‌توان به باغ و شهر خورشید اشاره نمود.